# Pablo Armando Fernández
Pablo Armando Fernández (Oriente, 2 de março de 1930 - Havana, 3 de novembro de 2021) foi um poeta, romancista, ensaísta e dramaturgo cubano. Em 1996, foi agraciado com o Prêmio Nacional de Literatura, prêmio literário nacional de Cuba e o prêmio mais importante do gênero.

## Biografia
Nascido na província do Oriente, Fernández viveu nos Estados Unidos de 1945 a 1959. Durante seu período nos EUA, estudou o seu High School na Washington Irving High School até o ano de 1947 e posteriormente realizou alguns cursos na Universidade Columbia, em Nova Iorque.
Após a Revolução Cubana voltou para a ilha. Suas primeiras obras foram pessoais, mas mais tarde ele escreveu sobre questões sociais. Fernández foi descrito da seguinte forma: "Ele tem um rosto de pôster de filme com uma juba cheia de cabelos brancos e um cavanhaque rasputin, como um tio Ben mais bonito.
Desde seu retorno, logo após a vitória revolucionária, ele tem sido favorecido e desfavorecido, em algumas situações em relação ao governo castrista. Trabalhou na organização de jornais pró-revolução, com nomes como Guillermo Cabrera Infante e  Virgilio Piñera, durante os primeiros anos do governo de Fidel Castro. Com voz dissidentes à algumas políticas de Castro, Fernández foi ao tribunal do Partido Socialista Popular de Cuba para dar explicações a conselho juntamente com Infante e Heberto Padilla. Na ocasião os três foram mandados para o exterior para resolverem temas diplomáticos.
Fernández acomodou-se confortavelmente em uma posição de responsabilidade e respeito. Está entre os OWs, os escritores oficiais de Cuba.

## Morte
Fernández morreu em Havana, capital de Cuba, aos noventa e um anos.